# NGC 569
NGC 569 is een spiraalvormig sterrenstelsel in het sterrenbeeld Vissen. Het hemelobject werd op 1 oktober 1864 ontdekt door de Duitse astronoom Albert Marth.

## Synoniemen
- PGC 5548
- UGC 1063
- IRAS01264+1052
- MCG 2-4-53
- ZWG 436.63
- MK 997
- KCPG 34A